# Chrustowo (Wola Sosnowa)
Chrustowo – część wsi Wola Sosnowa w Polsce położona w województwie kujawsko-pomorskim, w powiecie włocławskim, w gminie Lubraniec. 
W latach 1975–1998 Chrustowo administracyjnie należało do województwa włocławskiego.